# 3980 Hviezdoslav
3980 Hviezdoslav eller 1983 XU är en asteroid i huvudbältet som upptäcktes den 4 december 1983 av den tjeckiske astronomen Antonín Mrkos vid Kleť-observatoriet i Tjeckien. Den är uppkallad efter den slovakiske poeten Pavol Országh Hviezdoslav.
Asteroiden har en diameter på ungefär 11 kilometer och den tillhör asteroidgruppen Themis.